# Boy (boek)
Boy is een boek van Roald Dahl uit 1984.
Het boek is geschreven voor kinderen en bevat autobiografische schetsen uit Dahls eigen jeugd. Hij stelt er zijn familie in voor, beschrijft onder andere zijn scholen en leerkrachten, en vertelt over zijn vakanties in Noorwegen. Uit de inhoud wordt ook duidelijk waar de schrijver (althans een deel van) de inspiratie voor verschillende van zijn boeken opgedaan heeft.